# Морру-ду-Пилар
Морру-ду-Пилар (порт. Morro do Pilar) — муниципалитет в Бразилии, входит в штат Минас-Жерайс. Составная часть мезорегиона Агломерация Белу-Оризонти. Входит в экономико-статистический микрорегион Консейсан-ду-Мату-Дентру. Население составляет 3633 человека на 2006 год. Занимает площадь 476,473 км². Плотность населения — 7,6 чел./км².

## История
Город основан 12 декабря 1953 года.

## Статистика
- Валовой внутренний продукт на 2003 год составляет 13 534 714,00 реалов (данные: Бразильский институт географии и статистики).
- Валовой внутренний продукт на душу населения на 2003 год составляет 3677,91 реалов (данные: Бразильский институт географии и статистики).
- Индекс развития человеческого потенциала на 2000 год составляет 0,682 (данные: Программа развития ООН).